# Museum für Asiatische Kunst (Korfu)

St.-Michael- und Georg-Palast, Gebäude des Museums für Asiatische Kunst

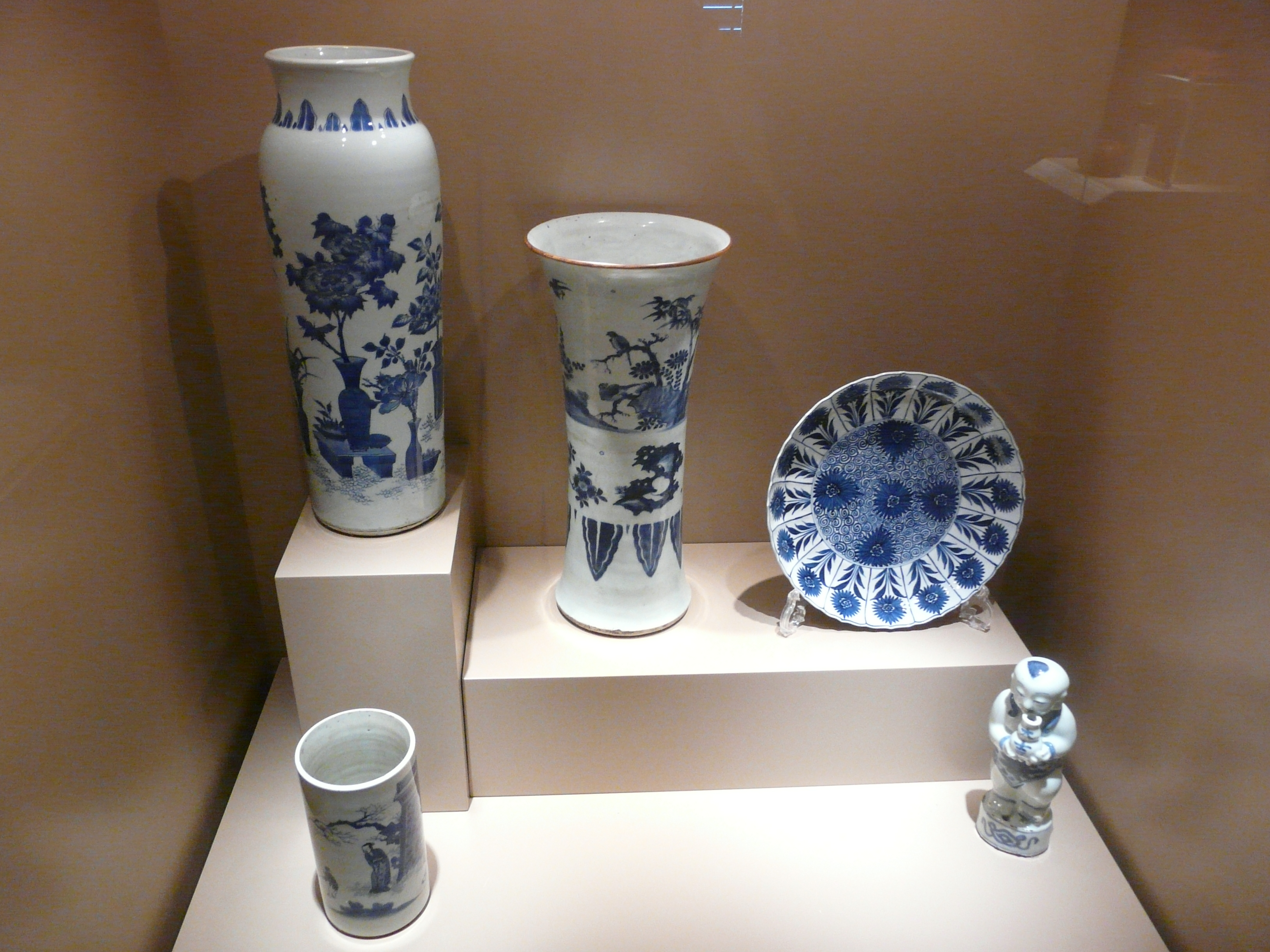
Blau-Weißes Porzellan aus der Qing-Dynastie

Das Museum für Asiatische Kunst (griechisch Μουσείο Ασιατικής Τέχνης, Musio Asiatikis Technis) in Korfu wurde 1928 als Museum für Chinesische und Japanische Kunst gegründet, 1974 erfolgte die Umbenennung. Die Sammlung besteht weitestgehend aus Schenkungen, die größte ist die von Gregorios Manos mit 10.500 Gegenständen aus dem Jahr 1927.

## Gebäude
Das Museum befindet sich im ehemaligen Gouverneurspalast oder St.-Michael- und Georg-Palast. Das neoklassizistische Gebäude wurde 1819 aus Malteser Kalkstein errichtet. Es war ursprünglich Sitz der Ritter des britischen Order of St. Michael and St. George sowie der Britischen Präfektur auf Korfu. Nach dem Anschluss der Ionischen Inseln an Griechenland wurde es zeitweise als Sommerresidenz der königlichen Familie genutzt. Das Gebäude wurde von George Whitmore entworfen.